# Isaak Reingold
Isaak Isajevitj Reingold (ryska: Исаак Исаевич Рейнгольд), född 1897 i Miasteczko, Guvernementet Minsk, död 25 augusti 1936 i Moskva, var en sovjetisk bolsjevikisk politiker.

## Biografi
I samband med den stora terrorn greps Reingold i april 1935 och åtalades vid den första Moskvarättegången den 19–24 augusti 1936; enligt åtalet hade han tillsammans med bland andra Zinovjev och Kamenev tillhört en terrororganisation. Reingold dömdes till döden och avrättades genom arkebusering den 25 augusti 1936.
Reingold rehabiliterades år 1988.